# صبيح
صبيح مركز يقع في غرب منطقة القصيم في السعودية، ويتبع إداريًا لمحافظة رياض الخبراء.

## الموقع الجغرافي
تبعد مسافة 120 كم عن مدينة بريدة إلى جهة الغرب وتبعد مسافة 360 كم إلى الشرق من المدينة المنورة، وتبعد مسافة 180 كم إلى الجنوب عن مدينة حائل. وتعتبر من أقدم الحواضر في نجد

## السكان
يقدر عدد سكان صبيح بحوالي 10,000 نسمة تقريبًا.

## معالم صبيح
من معالم صبيح سلسلة جبال الحمر وجبال الخرش وجبل أم رقيبة وشعيب المهاش الذي شهد المعركة بين أهل صبيح والعفالق أهل الخبراء.

## مراكز وهجر تابعة لصبيح
يتبع صبيح عدد من المراكز والهجر وهي: نبيها وقريطة وشعيب الحمر.

## التسمية
يقال أن أصل التسمية لرجل يدعى صبيح قام بحفر بئر ماء عام 500 هـ وسمي البئر باسمه.

## رئيس المركز
رئيس مركز صبيح هو سليمان بن سعد بن سليمان بن بزيع المبارك.

## شعراء صبيح
يعتبر الشاعر محمد بن هذيل الرسلاني العنزي هو شاعر صبيح الأول، وفي صبيح ولد الشاعر والفارس قرناس بن عبد الرحمن المحفوظي العجمي سنة 1191 هـ والذي أصبح أميرًا للرس في مابعد إبان غزو إبراهيم باشا وحصارة للرس.